# 范睢肋骨介
范睢肋骨介（学名：Costa fansui）为粗面介科肋骨介屬下的一个种。